# Quintetto ideale della Liga ACB 2000-2010
Cestisti inseriti nell'Quintetto ideale della Liga ACB per il periodo 2000-2010.

## Elenco
| Grassetto | Vincitore della Liga ACB MVP |

| 2003-04 | Elmer Bennett           | Real Madrid             |
| 2003-04 | Dejan Bodiroga          | FC Barcelona            |
| 2003-04 | Andrés Nocioni          | TAU Cerámica            |
| 2003-04 | Lou Roe                 | Etosa Alicante          |
| 2003-04 | Luis Scola              | TAU Cerámica            |
| 2004-05 | José Calderón           | TAU Cerámica            |
| 2004-05 | Charlie Bell            | Leche Río Breogán       |
| 2004-05 | Carlos Jiménez          | Adecco Estudiantes      |
| 2004-05 | Jorge Garbajosa         | Unicaja Málaga          |
| 2004-05 | Luis Scola (2)          | TAU Cerámica            |
| 2005-06 | Pablo Prigioni          | TAU Cerámica            |
| 2005-06 | Juan Carlos Navarro     | FC Barcelona            |
| 2005-06 | Carlos Jiménez (2)      | Adecco Estudiantes      |
| 2005-06 | Jorge Garbajosa (2)     | Unicaja Málaga          |
| 2005-06 | Luis Scola (3)          | TAU Cerámica            |
| 2006-07 | Pablo Prigioni (2)      | TAU Cerámica            |
| 2006-07 | Juan Carlos Navarro (2) | FC Barcelona            |
| 2006-07 | Rudy Fernández          | DKV Joventut Badalona   |
| 2006-07 | Felipe Reyes            | Real Madrid             |
| 2006-07 | Luis Scola (4)          | TAU Cerámica            |
| 2007-08 | Ricky Rubio             | DKV Joventut Badalona   |
| 2007-08 | Marcelinho Huertas      | Iurbentia Bilbao Basket |
| 2007-08 | Rudy Fernández (2)      | DKV Joventut Badalona   |
| 2007-08 | Felipe Reyes (2)        | Real Madrid             |
| 2007-08 | Marc Gasol              | Akasvayu Girona         |
| 2008-09 | Pablo Prigioni (3)      | TAU Cerámica            |
| 2008-09 | Igor Rakočević          | TAU Cerámica            |
| 2008-09 | Juan Carlos Navarro (3) | FC Barcelona            |
| 2008-09 | Fran Vázquez            | FC Barcelona            |
| 2008-09 | Felipe Reyes (3)        | Real Madrid             |
| 2009-10 | Ricky Rubio (2)         | FC Barcelona            |
| 2009-10 | Juan Carlos Navarro (4) | FC Barcelona            |
| 2009-10 | Carlos Suárez           | Asefa Estudiantes       |
| 2009-10 | Erazem Lorbek           | FC Barcelona            |
| 2009-10 | Tiago Splitter          | Caja Laboral Baskonia   |